# Тудоровский, Александр Илларионович
Алекса́ндр Илларио́нович Тудоро́вский (1875— 1963) — русский и советский физик, крупный специалист в области теории и расчёта оптических приборов и систем. Лауреат двух Сталинских премий третьей степени.

## Биография
Родился 12 (24) августа 1875 года в селе Булахов Остерского уезда Черниговской губернии (ныне Козелецкий район, Черниговская область) в семье техника-землемера.
После окончания в 1893 году с золотой медалью Черниговской гимназии поступил на математическое отделение физико-математического факультета Петербургского университета. С 1897 год, после окончания университета работал в статистическом отделении Департамента таможенных сборов Министерства финансов в качестве статистика по истории внешней торговли России за 100 лет. С 1898 по 1902 год преподавал физику и математику в средних учебных заведениях Санкт-Петербурга. С момента открытия в 1902 году СПбПИ и по 1919 год преподавал в нём физику и теоретическую механику. В 1904, 1905 и 1908 годах был командирован институтом для научных занятий в университетах Германии (Гиссен, Геттинген, Мюнхен). С 1908 по 1913 год А. И. Тудоровский читал курсы физики и смежных дисциплин в офицерских классах Артиллерийского училища. В эти же годы начал серьёзно интересоваться оптикой, в первую очередь наблюдательными приборами и артиллерийскими прицелами, которые после войны с Японией стали всё более востребованы в армии и поэтому изучались в Артиллерийском училище.
В 1916 году А. И. Тудоровский организовал оптотехническую лабораторию и вычислительное бюро при Императорском фарфоровом заводе, на стеклянном отделении которого по инициативе профессора Петроградского университета Д. С. Рождественского начались попытки производства отсутствующего в стране оптического стекла, необходимого для создания оптических приборов. В 1918 году оптотехническая лаборатория (позднее преобразованная в отдел) и вычислительное бюро вошли в организованный Д. С. Рождественским ГОИ. А. И. Тудоровский возглавлял бюро и отдел до 1933 года, затем оптико-вычислительный отдел института. Работу в ГОИ совмещал с преподавательской деятельностью: с 1919 по 1929 год преподаватель и доцент физического факультета ЛГУ, читал лекции по курсам — геометрическая и прикладная оптика, кристаллооптика и теоретическая механика, руководил семинарами по теоретической механике, электромагнитной теории света и математике. В 1921—1924 годах читал лекции по курсу «Электричество и магнетизм» и заведовал физической лабораторией в Военно-инженерной академии РККА в Петрограде. В 1930—1931 годах прочитал курс общей теории оптических приборов в Военно-технической академии РККА в Ленинграде. С 1920 по 1930 год состоял консультантом оптико-механического отдела завода «Большевик». Консультировал работы оптотехнической тематики в научно-исследовательских институтах: Электрофизическом (ЛЭФИ) — с 1932 по 1933 год, в Институте телевидения (ныне ФГУП «НИИТ») — с 1935 по 1937 год.
1 февраля 1933 года избран членом-корреспондентом АН СССР по Отделению математических и естественных наук. 25 ноября 1934 года Президиумом АН СССР ему была присуждена учёная степень доктора физико-математических наук.
В годы Великой Отечественной войны работал в эвакуированном в город Йошкар-Ола ГОИ, руководил работами вычислительного отдела по расчетам оптических систем оборонного назначения. В послевоенное время до 1961 года продолжал работать в ГОИ, возглавлял оптотехнический отдел . На протяжении многих лет был членом редакционных коллегий «Журнала технической физики» и «Оптико-механическая промышленность», возглавлял Государственную экзаменационную комиссию ЛИТМО.
Скончался 25 сентября 1963 года в Ленинграде.

## Научная деятельность
Первые научные работы А. И. Тудоровского в созданном им вычислительном бюро состояли в расчёте оптики стандартных шестикратных биноклей и геодезических труб применительно к трём образцам оптического стекла, полученным в стеклянном отделении Фарфорового завода.
Он отказался от конструктивного метода школы Э. Аббе, заключавшегося в постепенном улучшении разработанных ранее систем опытными специалистами, поскольку в России того времени лишь несколько человек владели простейшими методами расчёта (А. Н. Крылов , В. С. Игнатовский, А. Л. Гершун и др.). А. И. Тудоровский придерживался аналитического направления, при котором расчёт средней по сложности оптики осуществлялся исходя из теории аберраций 3-го порядка, для чего оказалось достаточно хорошей математической подготовки сотрудников.
После перевода вычислительного бюро и оптотехнической лаборатории в ГОИ под руководством А. И. Тудоровского рассчитывались всё более сложные оптические системы по заданиям оптико-механической промышленности — телескопические с переменным увеличением, объективы для первых советских фотоаппаратов и микроскопов, дальномеры, перископы, стереотрубы, прожекторная и маячная оптика. В оптотехнической лаборатории, помимо тщательного изучения зарубежных образцов, что было необходимо при практическом отсутствии отечественного опыта, разрабатывались методы и приборы для контроля и испытаний создаваемых оптических систем. Накопленный опыт позволил А. И. Тудоровскому составить общесоюзные руководящие документы − технические условия и требования к оптическим приборам (1929) и аэрофотообъективам (1931). В 1932 году вышла его первая монография по теории оптических приборов. Итоги своей работы и сотрудников возглавляемых им бюро и лаборатории за первые 15 лет ГОИ А. И. Тудоровский изложил в сборнике статей, посвящённом этой дате. В 1937 году он опубликовал анализ состояния отечественных исследований в области микро- и фотооптики, выполненных в своём большинстве в ГОИ.
А. И. Тудоровский был учёным с разносторонними интересами, владевшим не только многими разделами теоретической и прикладной оптики — светотехникой, фотометрией, колориметрией, но и другими разделами физики. В 1933 году вышел из печати его капитальный курс «Электричество и магнетизм». А. И. Тудоровский правильно оценил и успешно применил векторные методы для расчёта сложных зеркальных и призменных систем. Его теоретические исследования по представлению основных законов геометрической оптики в векторной и матричной форме были положены в основу дальнейших расчётов оптических систем. Плодотворными оказались и более поздние работы А. И. Тудоровского по распределению освещённости в плоскости изображения фотографического объектива, о зависимости аберраций от положения предмета и зрачка, по исследованию контраста в изображении миры.
В период работы ГОИ в Йошкар-Оле А. И. Тудоровский рассчитал ряд объективов для разведывательных панорамных фотоаппаратов и другой военной оптики. Изготовленная в ГОИ техника использовалась, в частности, для фотосъёмки переднего края противника на Ленинградском и Волховском фронтах. В послевоенное время продолжал активную научную деятельность. Свой многолетний опыт он обобщил в фундаментальной двухтомной монографии по теории и расчётам оптических приборов, которая надолго стала основным руководством специалистов по инструментальной оптике.
Последние в своей жизни работы А. И. Тудоровский выполнил, когда ему было уже за восемьдесят. Он рассчитал оптическую систему из 4-х плоских зеркал, вывел векторные формулы, определяющие действие дифракционной решётки не только на лучи, лежащие в плоскости, перпендикулярной решётке и направлению штрихов, что было известно ранее, но и на лучи, лежащие в произвольной плоскости. Эти формулы были положены в основу программы для расчёта хода лучей в спектральных приборах с решётками. В 1959 году он опубликовал расчёт оригинального объектива с фазовой решёткой.
Огромной заслугой А. И. Тудоровского было создание отечественной школы оптиков-вычислителей и оптотехников, к которой принадлежали крупные специалисты Е. Г. Яхонтов, Г. Г. Слюсарев, Е. Н. Царевский, Д. С. Волосов, Д. Ю. Гальперн, Е. Ф. Юдин и другие.
Многочисленные труды его учеников и последователей опубликованы в тематических сборниках Трудов ГОИ и других изданиях.

## Личность
А. И. Тудоровский был исключительно собранным и целенаправленным человеком, организованным и самодисциплинированным. Характерным для его научно-литературной деятельности являлись предельная ясность изложения и строгость доказательства. Эти же черты он повседневно воспитывал у своих ближайших сотрудников, будучи для них образцом научной принципиальности и бескомпромиссности. Вместе с тем он никогда не ограничивал их творческой инициативы в постановке работ и выборе тематики исследований.

## Награды и премии
- три ордена Ленина (15 декабря 1943; 10 июня 1945; 1953)
- орден Трудового Красного Знамени (27 октября 1945)
- орден «Знак Почёта» (1939)
- Сталинская премия III степени (10 апреля 1942) — за расчёт и разработку конструкции новых типов фотографических объективов для авиации
- Сталинская премия III степени (1946) — за разработку конструкций и расчёт новых типов аэрофотообъективов, давших значительное повышение эффективности аэрофоторазведки
- заслуженный деятель науки и техники РСФСР (1956)

## Семья
- Тудоровская, Елена Александровна — дочь
- Аловерт, Нина Николаевна — внучка